# Delta Cancri
Pour les articles homonymes, voir Asellus.
Désignations
Delta Cancri (δ Cancri / δ Cnc) est une étoile géante de la constellation du Cancer. Elle est également connue sous le nom traditionnel d'Asellus Australis. En astronomie chinoise, elle fait partir de la loge lunaire Yugui.

## Nomenclature
Asellus Australis est l’appellation qui prévaut aujourd’hui pour Delta Cancri / δ Cnc et approuvée par l’Union astronomique internationale (UAI). Aselli est l’adaptation latine du οἱ Ὄνοι, « les Deux Ânes », dans le pseudo-Théophraste et chez Aratos. Voir aussi Delta Cancri / γ Cnc.
Mais on oublie que le mot n’est pas venu directement du grec, mais par les traductions latines des versions arabes de la Μαθηματική σύνταξις de Ptolémée, notamment celle d’ al-Ḥağğāğ (812), soit l’Almageste de Gérard de Crémone, où Asini pour γ et δ Cnc, est la traduction de l’arabe الحمران al-Ḥamārān, « les Deux Ânes » (nominatif du duel). À la Renaissance, on lit Asinos et Asellos (accusatif pluriel) dans l’Uranometria de Johann Bayer (1603). La forme Asellus Borealis (nominatif singulier), notée par Richard Hinckley Allen (1899), s’est répandue dans les catalogues du XXe siècle avant d’être retenue par l'UAI.
Notons que le nom Al Hamarein, qui est l’arabe الحمران al-Ḥamārayn (accusatif du duel), chez les traducteurs de Ptolémée comme  al-Ḥağğāğ (812), calque du grec οἱ Ὄνοι, « les Deux Ânes », est donné par erreur pour α Cnc chez certains auteurs du XIXe, ce que relève Richard Hinckley Allen (1899), ce qui permet à ce nom de se retrouver pour α Cnc dans des catalogues ultérieurs.

## Environnement stellaire
δ Cancri est une étoile relativement proche du Soleil, située à 40,0 ± 0,4 pc (∼130 al) et elle est animée d'un mouvement propre important, d'environ 230 millisecondes d'arc par an. Elle s'éloigne du Soleil avec une vitesse radiale de +16 km/s.
δ Cancri possède deux compagnons optiques désignés δ Cancri B et C ; l'étude de leur mouvement propre et de leur parallaxe indique que leur proximité n'est qu'apparente et qu'elles ne sont pas liées physiquement à δ Cancri A. Par ailleurs, un compagnon supplémentaire de cinquième magnitude, désigné δ Cancri Aa, situé à seulement 1/10 de seconde d'arc a été proposé ; cependant, les mesures de parallaxe du satellite Hipparcos n'ont pas permis de mettre en évidence que δ Cancri était une étoile multiple ; de plus cela obligerait les astronomes à revoir les mesures du rayon et de la luminosité de l'étoile, ce qui entrerait en contradiction avec les modèles d'évolution stellaire.

## Observation
Sa magnitude apparente est légèrement inférieure à 4 (3,94 dans le domaine visible), mais elle demeure aisée à observer d'une part parce qu'elle est située dans une région du ciel relativement pauvre en étoile brillantes, et d'autre part parce qu'elle est à proximité du célèbre amas ouvert M44 (ou Praesepe) facile à repérer quand les conditions d'observation sont bonnes.
Située à proximité immédiate du plan de l'écliptique, elle est l'objet de conjonctions fréquentes avec les planètes ou la Lune, cette dernière étant même susceptible de l'occulter.

## Propriétés
δ Cancri est une étoile géante orangée de type spectral K0III et âgée d'environ 2,5 milliards d'années. Il s'agit très probablement d'une étoile qui fait partie du red clump, qui génère son énergie par le fusion de l'hélium dans son noyau. Elle est environ 1,7 fois plus massive que le Soleil mais l'étoile s'est étendue de telle sorte que son rayon est désormais onze fois plus grand que celui du Soleil. Elle est 52 fois plus lumineuse que le Soleil et sa température de surface est de 4 637 K. L'étoile tourne sur-elle même avec une vitesse de rotation projetée de 2,8 km/s ; il lui faut environ 240 jours pour compléter une rotation.